# Render output unit
« ROP » redirige ici. Pour les autres significations, voir ROP (homonymie).
Une unité de type Render Output Unit (abrégé en ROP, et également appelé Raster Operations Pipeline) est une partie d'un processeur graphique spécialisée dans certaines opérations de calcul effectuées en dernier avant l'enregistrement des images dans la mémoire d'affichage, telles que l'alpha blending, l’anticrénelage, la gestion du z-buffer, la gestion du stencil buffer.
Le fillrate d'un processeur graphique, c'est-à-dire le débit maximal de pixels écrits en mémoire d'affichage par unité de temps, est donc directement proportionnel au nombre de ROP qu'il contient.